# Anthony Hemingway
Anthony Hemingway (1º gennaio 1977) è un regista statunitense, che lavora nel campo cinematografico e televisivo.

## Biografia
Inizia la sua carriera nel 1997 come assistente di produzione e aiuto regista per film come Alì, Ipotesi di reato, The Manchurian Candidate e Il colore del crimine.
Inizia l'attività di regista nel 2006 lavorando per lo più per la televisione, dirigendo numerosi episodi di serie televisive, tra cui CSI: NY, The Wire, E.R. - Medici in prima linea, Treme e True Blood e Shameless(serie televisiva 2011)
Nel 2012 realizza il suo primo lungometraggio per il cinema dal titolo Red Tails. Il film, prodotto da George Lucas, racconta le gesta dei Tuskegee Airmen, il primo squadrone composto unicamente da afroamericani durante la seconda guerra mondiale.